# Ramnagar (Jammu e Kashmir)
Ramnagar è una città dell'India di 6.776 abitanti, situata nel distretto di Udhampur, nel territorio del Jammu e Kashmir. In base al numero di abitanti la città rientra nella classe V (da 5.000 a 9.999 persone).

## Geografia fisica
La città è situata a 32° 51' 11 N e 75° 19' 18 E.

## Società

### Evoluzione demografica
Al censimento del 2001 la popolazione di Ramnagar assommava a 6.776 persone, delle quali 3.710 maschi e 3.066 femmine. I bambini di età inferiore o uguale ai sei anni assommavano a 939, dei quali 502 maschi e 437 femmine. Infine, coloro che erano in grado di saper almeno leggere e scrivere erano 4.652, dei quali 2.795 maschi e 1.857 femmine.